# 30327 Prembabu
30327 Prembabu è un asteroide della fascia principale. Scoperto nel 2000, presenta un'orbita caratterizzata da un semiasse maggiore pari a 2,7404724 UA e da un'eccentricità di 0,1227905, inclinata di 5,09856° rispetto all'eclittica.